# Kathedraal van York

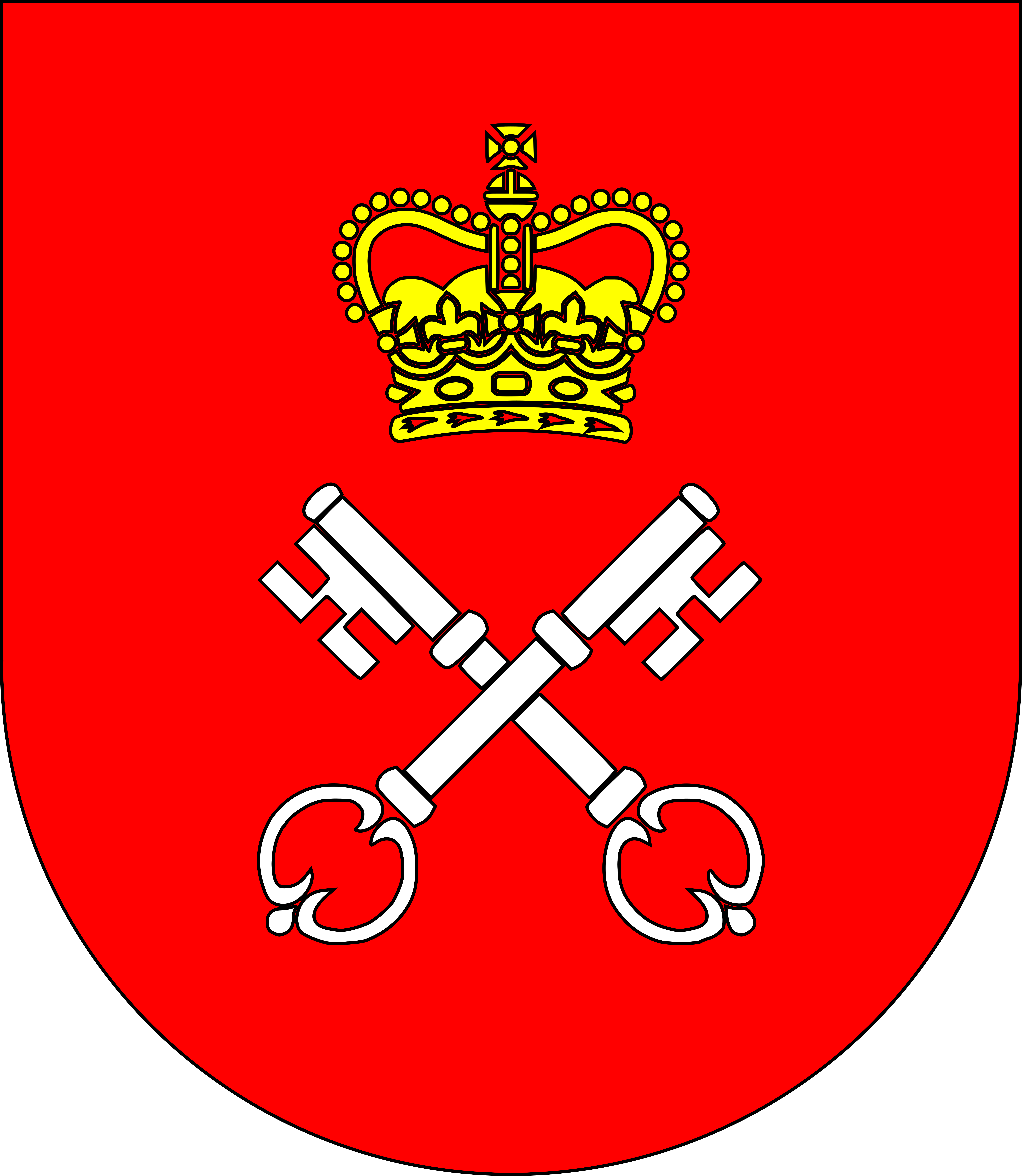
Wapen van de Kathedraal van York.

De York Minster is een middeleeuwse gotische kathedraal in de Engelse stad York. Het is de tweede grootste gotische kathedraal van Noord-Europa, na de Dom van Keulen. De kerk is de zetel van de aartsbisschop van York. De kerk is in het bijzonder beroemd om haar gebrandschilderde vensters en wordt beschouwd als de belangrijkste kerk in het noordelijk aartsbisdom van de Anglicaanse Kerk.

## Geschiedenis

### Romeinse periode
Op de locatie waar thans de kathedraal staat, was rond 306 het noordelijk hoofdkwartier van het Romeinse leger. Dit fort was gebouwd onder een exacte hoek van 45 graden in vergelijking tot het huidige bouwwerk. De huidige kathedraal is gebouwd op de oost-westlijn, terwijl de Romeinen de richting van de wegen aanhielden. In het jaar 306 werd de nieuwe Romeinse keizer Constantijn onthaald door de troepen in York; hij was de eerste keizer die het christendom als officieel toegestane religie uitriep. Helaas is er over de Romeins-christelijke gemeenschap in York weinig meer bekend dan dat er in 314 al een bisschop van York was. Er wordt van uitgegaan dat het christendom in deze regio destijds al aanwezig was.

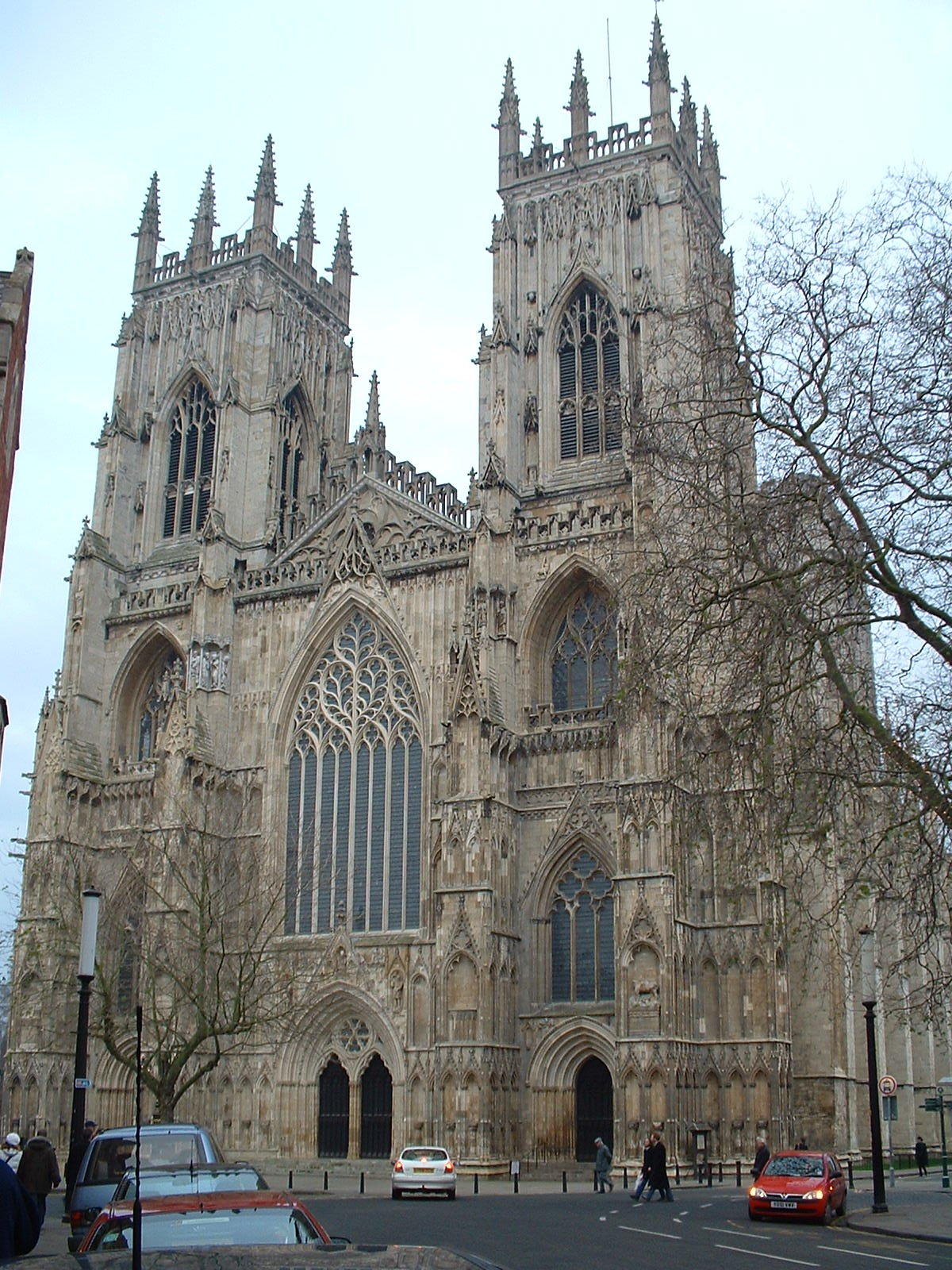
Westfaçade van de kathedraal

### Heidense periode
Gedurende de heidense invallen in de vijfde eeuw is er veel verloren gegaan. Pas in de zevende eeuw is het christendom teruggekeerd in York met bisschop Paulinus en de christelijke prinses Æthelburga van Kent. Æthelburga trad in het huwelijk met koning Edwin van Northumbria. Twee jaar later werden koning Edwin en zijn gevolg gedoopt in een kleine houten kerk, die speciaal voor deze gelegenheid gebouwd werd. Dit houten gebouw wordt algemeen beschouwd als de eerste kathedraal van York, omdat de bisschop er zetel had.

### Normandische periode
Op de locatie van de houten kerk werd hierna een kleine stenen kerk gebouwd, die diverse malen werd uitgebreid en gerestaureerd alvorens in 1069 te worden verwoest. Gelijktijdig werd er een nieuwe aartsbisschop aangesteld, de aartsbisschop der Normandiërs Thomas van Bayeux. Deze aartsbisschop heeft besloten dat er, op de locatie van de voormalige kathedraal, een nieuwe moest komen. In 1080 begon men met de bouw. De kathedraal werd voltooid in 1110. In de catacomben van de huidige kathedraal zijn de restanten van deze kerk en die van het Romeinse fort nog steeds zichtbaar. Deze Normandische kathedraal werd ook diverse malen uitgebreid en gerenoveerd.

### Gotische periode
De bouw van de huidige kathedraal is begonnen in het jaar 1220. De deken en het kapittel wilden de schaal van de kathedraal van Canterbury evenaren. Eerst werd het zuidelijk transept herbouwd, daarna het noordelijk transept, dat rond 1253 werd afgerond. In 1290 begon men met de afbraak van het Normandische schip, maar de fundering en enkele pilaren werden opgenomen in het huidige gebouw. De complete herbouw van de kathedraal nam 250 jaar in beslag. De adel in de regio droeg bij aan de kosten van deze verbouwing, waarvan de familiewapens in de glas-in-loodramen getuigen.

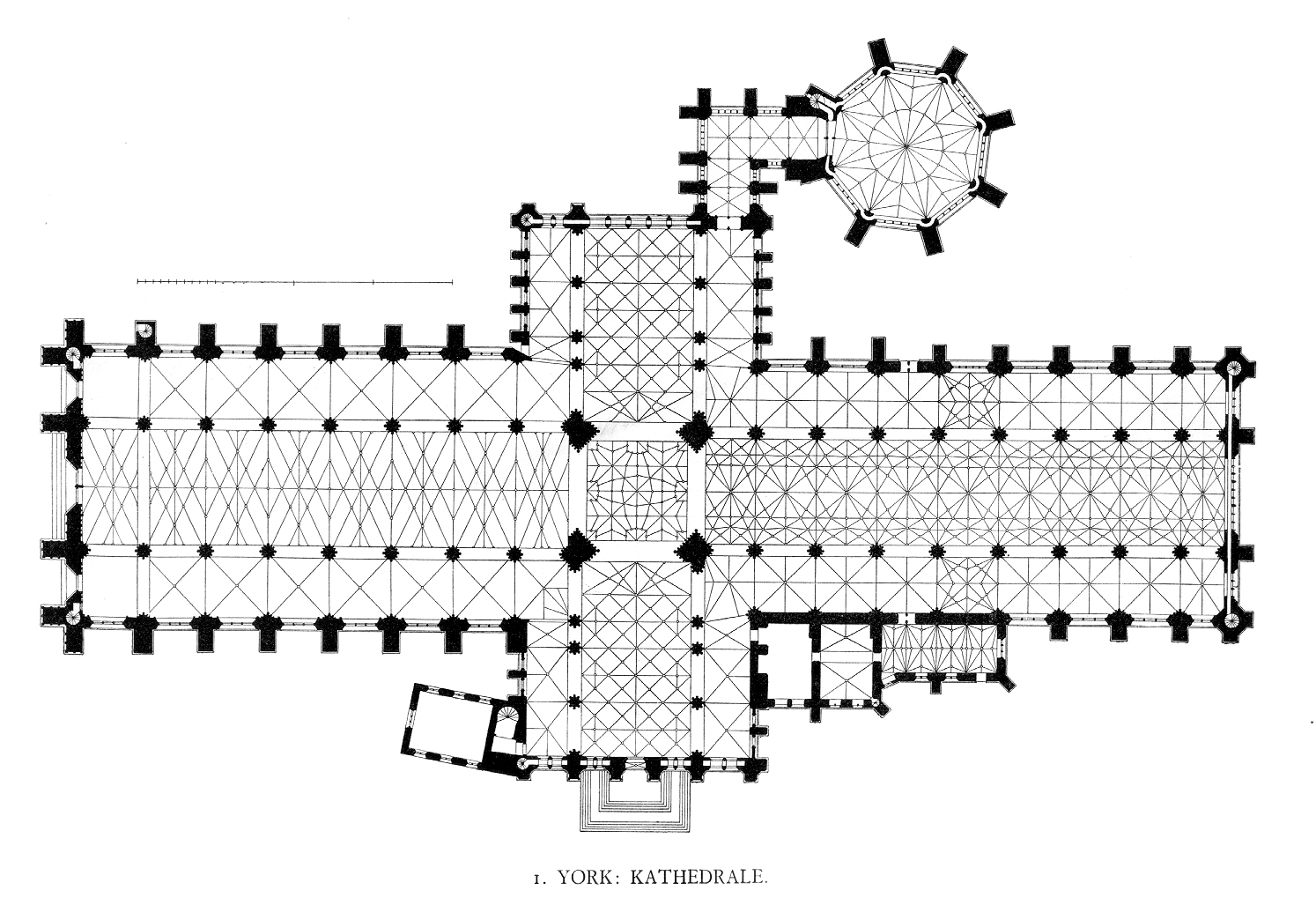
Plattegrond van de kathedraal

De laatste fase van de bouw begon rond het jaar 1360 aan het oostelijk deel en het koor. Omdat het koor dagelijks gebruikt werd, is eromheen gewerkt. Toen in 1407 het priesterkoor klaar was, stortte een deel van de vieringtoren in. Getracht werd om de toren bij het herstel te voorzien van een klokkentoren en torenspits, maar daar werd van afgezien omdat de funderingen deze last misschien niet zouden kunnen dragen. Terwijl de westelijke torens nog niet volledig waren voltooid, werd in 1472 de kathedraal ingezegend. Gedurende de religieuze beroeringen in de zestiende en zeventiende eeuw werden slechts kleine veranderingen aangebracht. De kapelaltaren en de tombe van Sint William werden verwijderd.

### Schade
De kathedraal werd in de negentiende eeuw door twee grote branden getroffen. De eerste, in 1829, heeft het koor grotendeels in de as gelegd, alsmede een deel van het dak. De tweede, in 1840, verwoestte een groot deel van het dak van het schip. Na die brand werden de eerste scheuren in de fundering ontdekt. Pas in 1967 ging een grootscheepse reddingsactie van start om instorting te voorkomen. De hele fundering werd uitgegraven en voorzien van enorme betonnen zuilbanden. Toen de kathedraal weer volledig was opgeknapt, werd door een derde brand in 1984 een groot deel van het zuidelijk transeptdak verwoest. Tegenwoordig is de kathedraal weer in gebruik en dagelijks open voor het publiek.
Tussen 2008 en 2018 werd het grote gebrandschilderd raam gerestaureerd. Dat is tussen 1405 en 1408 gemaakt door de glazenier John Thornton. Met zijn 306 panelen is het het grootste gebrandschilderd raam van Engeland.

## Cathedral constables
In de York Minster Cathedral surveilleren sinds 1285, net als in enige andere Engelse kathedralen, zogenoemde cathedral constables, oftewel kathedraalagenten. Zij vallen zowel onder het kerkelijk recht van de Anglicaanse Kerk als het Britse burgerlijke recht en antwoorden direct aan de plebaan van de kathedraal en de deken van het kapittel. De constables zijn belast met de politie- en beveiligingstaken in de kathedraal en het bijbehorende grondgebied. Momenteel bestaan de cathedral constables van de York Minster uit een kleine tiental agenten onder leiding van een inspecteur. 